# アイスホッケー日本代表
アイスホッケー日本代表（アイスホッケーにほんだいひょう）は、オリンピックを始めとする国際大会に出場する日本アイスホッケー連盟による日本の男子ナショナルチーム。

## 歴史
アイスホッケー世界選手権には1930年の第4回大会で初出場。ポーランドとの初戦をシャモニー＝モン＝ブランで行い0-5で敗れた。
オリンピック初出場は1936年のガルミッシュ・パルテンキルヘンオリンピックで、1次リーグ2戦2敗で敗退した。
この後、しばらく世界大会への出場はなく、次に出場したのは1957年の世界選手権である。
オリンピック2度目の出場となった1960年、スコーバレーオリンピックの7-9位決定戦にてオーストラリアと対戦し13-2でオリンピック初勝利を挙げた。以後1980年レークプラシッドオリンピックまで6大会連続出場。
世界選手権では1970年大会よりプールB（2部）に定着。
プールA（トップディヴィジョン）昇格に最も近付いたのは1978年大会で、初戦でイタリアに勝利した後、2戦目でスイスに敗れたが続くハンガリー・ルーマニア・ユーゴスラビア戦を3連勝して、2位で首位のポーランド戦を迎えた。勝てばトップディヴィジョン昇格が近づく大一番で、2P終了まで2-0でリードしていたものの3P残り2分10秒で追いつかれ、2-2の引き分けて首位奪取とはならなかった。最終戦のノルウェー戦は勝利したが、ポーランドも勝ったため2位（5勝1敗1分）のまま終わり、昇格はならなかった（当時昇格は1チーム）。
その後、1980年代はオリンピック出場が途絶え世界選手権もプールC降格を経験するなど苦難の時代を迎えた
1998年長野オリンピックに開催国枠でオリンピックに出場し、順位決定戦のオーストリア戦で久々のオリンピック勝利を挙げた。
世界選手権では1998年から2004年まで、アジア枠でトップディヴィジョンに参戦したが成績は振るわなかった。
2005年からはアジア枠がなくなり、再び下部のディヴィジョンに参戦している。
2012年10月、ソチオリンピック2次予選は日光市で開催されたが、世界ランクで日本を上回るイギリスのみならずランク下位の韓国の後塵を拝し、最終予選進出を逃した。
世界ランク22位で迎えた2014年世界選手権（韓国・高陽）では初戦でランク14位で格上のスロベニアに2-1で勝利。続くオーストリアに敗れたが、ウクライナ、韓国に勝利して3勝1敗でこの時点で2位につけていた。最終日は日本がハンガリーに勝つか、もしくは1位のオーストリア対3位のスロベニアの試合でオーストリアが勝てば日本の2位以内が確定し、トップディヴィジョン昇格が実現する状況であったが日本はハンガリーとの試合で延長戦の末にGWSで敗れ、スロベニアもオーストリアに勝利したため通算3勝2敗の3位に順位を落とし、トップディヴィジョン昇格はならなかった。
2015年世界選手権後にマーク・マホンHCが退任し、7月にグレッグ・トムソンが新HCに就任。平昌オリンピック2次予選（日本は1次予選免除）は、2016年2月に札幌市で開催され、クロアチア、ルーマニア、ウクライナに3連勝して最終予選進出が決定した。最終予選は2016年9月にラトビアの首都・リガで開催され、ドイツ、ラトビア、オーストリアに3連敗し、オリンピック出場を逃した。
2016年世界選手権IA（ポーランド・カトヴィツェ）では最下位となり、IB降格を喫した。
2017年2月、トムソンが辞任したことに伴い鈴木貴人が同年5月15日までの任期で新HCに就任。札幌冬季アジア大会には若手中心の編成で出場、銅メダルを獲得したものの4チーム中3位で過去最低の成績に終わった。
2017年6月、岩本裕司が監督に就任。
2020年2月にスロベニアのイェセニチェで開催された2022年北京オリンピックの3次予選（1次・2次予選は免除）でクロアチア、リトアニアに勝利したがスロベニアに敗れ、最終予選進出を逃した。
2021年3月、リック・キャリアーが監督に就任した。男女各カテゴリーの選手強化活動にも携わる予定である。

## 主な成績

### オリンピック
- 1936年 - 9位タイ（参加15か国）
- 1960年 - 8位（参加9か国）
- 1964年 - 11位（参加16か国）
- 1968年 - 10位（参加14か国）
- 1972年 - 9位（参加11か国）
- 1976年 - 9位（参加12か国）
- 1980年 - 12位（参加12か国）
- 1998年 - 13位（参加14か国）

※長野オリンピック以降、オリンピックの出場権は得られていない。

### 世界選手権
- 1930年 - 6位タイ
- 1931年 - 1955年 不参加
- 1957年 - 8位
- 1958年 - 1961年 不参加
- 1962年 - 9位 プールB 1位
- 1963年 - 1966年 不参加
- 1967年 - 17位 プールC 1位
- 1969年 - 15位 プールC 1位
- 1970年 - 11位 プールB 5位
- 1971年 - 12位 プールB 6位
- 1972年 - 11位 プールB 5位
- 1973年 - 12位 プールB 6位
- 1974年 - 10位 プールB 4位
- 1975年 - 12位 プールB 6位
- 1976年 - 10位 プールB 2位
- 1977年 - 11位 プールB 3位
- 1978年 - 10位 プールB 2位
- 1979年 - 14位 プールB 6位
- 1981年 - 16位 プールB 8位
- 1982年 - 17位 プールC 1位
- 1983年 - 13位 プールB 5位
- 1985年 - 13位 プールB 5位
- 1986年 - 16位 プールB 8位
- 1987年 - 17位 プールC 1位
- 1989年 - 15位 プールB 7位
- 1990年 - 15位 プールB 7位
- 1991年 - 16位 プールB 8位
- 1992年 - 15位 プールB 3位
- 1993年 - 17位 プールB 5位
- 1994年 - 16位 プールB 4位
- 1995年 - 18位 プールB 6位
- 1996年 - 20位 プールB 8位
- 1997年 - 24位 プールC 4位
- 1998年 - 16位
- 1999年 - 16位
- 2000年 - 16位
- 2001年 - 16位
- 2002年 - 16位
- 2003年 - 16位
- 2004年 - 15位
- 2005年 - 25位 ディビジョン1 Aグループ 5位
- 2006年 - 22位 ディビジョン1 Aグループ 3位
- 2007年 - 24位 ディビジョン1 Bグループ 3位
- 2008年 - 21位 ディビジョン1 Bグループ 3位
- 2009年 - 21位 ディビジョン1 Aグループ 3位
- 2010年 - 21位 ディビジョン1 Aグループ 3位
- 2011年 - 東北地方太平洋沖地震により辞退
- 2012年 - 20位 ディビジョン1 Aグループ 4位
- 2013年 - 20位 ディビジョン1 Aグループ 4位
- 2014年 - 19位 ディビジョン1 Aグループ 3位
- 2015年 - 20位 ディビジョン1 Aグループ 4位
- 2016年 - 22位 ディビジョン1 Aグループ 6位　Div1-B降格
- 2017年 - 24位 ディビジョン1 Bグループ 2位
- 2018年 - 24位 ディビジョン1 Bグループ 2位
- 2019年 - 25位 ディビジョン1 Bグループ 3位
- 2020年　　　　ディビジョン1 Bグループ　中止
- 2021年　　　　ディビジョン1 Bグループ　中止
- 2022年 - 23位 ディビジョン1 Bグループ 2位

### 冬季アジア競技大会
- 1986年 - 準優勝
- 1990年 - 準優勝
- 1996年 - 準優勝
- 1999年 - 準優勝
- 2003年 - 優勝
- 2007年 - 優勝
- 2011年 - 準優勝
- 2017年 - 3位

### IIHFランキング
- 2007年 22位 (2305ポイント)
- 2008年 22位 (2120ポイント)
- 2009年 21位 (1965ポイント)
- 2010年(オリンピック後) 21位 (2565ポイント)
- 2010年(世界選手権後) 21位 (2575ポイント)
- 2011年 22位 (2245ポイント)
- 2012年 22位 (2105ポイント)
- 2013年 21位 (1960ポイント)
- 2014年(オリンピック後) 22位 (2405ポイント)
- 2014年(世界選手権後) 21位 (2470ポイント)
- 2015年 20位（2345ポイント）
- 2016年 21位（2140ポイント）
- 2021年 25位 (1785ポイント）
- 2022年 25位 (2285ポイント)

## 歴代ヘッドコーチ（監督）
- 鬼鞍弘起
- 星野仁十郎
- 今田祐三
- 田名部匡省
- 宮崎宜広
- 星野好男（1988-1991）
- ビョン・キンディング
- 坂井寿如
- マーク・マホン（英語版）（2004-2015）
- グレッグ・トムソン（英語版）（2015-2016）
- 鈴木貴人（2017）
- 岩本裕司 (2017 -)

## 日本代表選手
2017年冬季アジア大会に出場した日本代表
| ゴールテンダー | ゴールテンダー | ゴールテンダー | ゴールテンダー     | ゴールテンダー | ゴールテンダー |
| #              | 選手名         | キャッチ       | 所属チーム         | 備考           |                |
| -------------- | -------------- | -------------- | ------------------ | -------------- | -------------- |
| 1              | 成澤優太       | 左             | 王子イーグルス     |                |                |
| 30             | 古川駿         | 左             | 東北フリーブレイズ |                |                |
| 29             | 福藤豊         | 左             | 日光アイスバックス |                |                |

| ディフェンス | ディフェンス | ディフェンス | ディフェンス           | ディフェンス |
| #            | 選手名       | ハンド       | 所属チーム             | 備考         |
| ------------ | ------------ | ------------ | ---------------------- | ------------ |
| 2            | 河合龍一     | 左           | 日本製紙クレインズ     |              |
| 4            | 蓑島圭悟     | 右           | ひがし北海道クレインズ |              |
| ６           | 山田虎太郎   | 左           | 王子イーグルス         |              |
| ７           | 橋本僚       | 左           | 王子イーグルス         |              |
| 12           | 佐藤大翔     | 左           | 日光アイスバックス     |              |
| 20           | 大津夕聖     | 左           | 日本製紙クレインズ     |              |
| 22           | 梁取慎也     | 左           | 日本製紙クレインズ     |              |

| フォワード | フォワード | フォワード | フォワード         | フォワード | フォワード |
| #          | 選手名     | ハンド     | 所属チーム         | 備考       |            |
| ---------- | ---------- | ---------- | ------------------ | ---------- | ---------- |
| 8          | 高橋聖二   | 右         | 王子イーグルス     |            |            |
| 9          | 髙木健太   | 右         | 王子イーグルス     |            |            |
| 10         | 河合卓真   | 左         | 東北フリーブレイズ |            |            |
| 11         | 西脇雅仁   | 右         | 日本製紙クレインズ |            |            |
| 13         | 寺尾勇利   | 左         | 日光アイスバックス |            |            |
| 14         | 田中豪     | 左         | 東北フリーブレイズ | 主将       |            |
| 15         | 三田村康平 | 左         | 王子イーグルス     |            |            |
| 17         | 寺尾裕道   | 左         | 王子イーグルス     |            |            |
| 18         | 古橋真来   | 右         | 日光アイスバックス |            |            |
| 20         | 山下拓郎   | 右         | 東北フリーブレイズ |            |            |
| 21         | 久慈修平   | 右         | 王子イーグルス     |            |            |
| 26         | 平野裕志朗 | 右         | 東北フリーブレイズ |            |            |
| 27         | 上野拓紀   | 左         | 日本製紙クレインズ |            |            |

※所属地は2017年アジア大会開催時